# 47/32 Mod. 1935
Il cannone 47/32 è un cannone anticarro (chiamato più comunemente "Elefantino") usato durante la seconda guerra mondiale dal Regio Esercito come arma d'accompagnamento, con cui garantire alla fanteria maggiore potenza di fuoco anche contro mezzi blindati.

## Storia
Il 47/32 fu il pezzo anticarro più diffuso nel Regio Esercito durante la seconda guerra mondiale. Progettato e realizzato dalla ditta austriaca Böhler durante gli anni '30, fu pensato per sostituire il cannone 65/17 Mod. 1908/1913 con un'arma da accompagnamento più leggera e maneggevole. Inizialmente, 276 pezzi furono realizzati e acquistati direttamente dalla Böhler, mentre la grande maggioranza venne poi realizzata su licenza da diverse ditte ed arsenali italiani. A questi si aggiunge anche un lotto di 36 K.n. olandesi. Entrò in servizio nel 1937 e divenne l'arma anticarro standard del Regio Esercito. Durante la guerra civile spagnola, trenta pezzi vennero inviati alla Divisione "Littorio" per la valutazione, dimostrando un'altissima precisione nel tiro e una penetrazione sufficiente per immobilizzare i carri allora in servizio. Per contro, la messa in batteria richiedeva troppo tempo, riducendone l'efficacia nella lotta anticarro.
Nel 1940, secondo l'ordinamento del Regio Esercito, venne assegnata una batteria di otto cannoni da 47/32 ad ogni reggimento di fanteria e una ad ogni divisione di fanteria. Una seconda batteria di 47/32, su 4 plotoni di 2 armi ciascuno, era assegnata ai reggimenti di Bersaglieri in forza alle divisioni corazzate. Per contrastare i mezzi blindati avversari fu distribuito alla 3ª Divisione alpina "Julia", 4ª Divisione alpina "Cuneense" e 2ª Divisione alpina "Tridentina" (due plotoni nella compagnia armi accompagnamento di ogni battaglione). Nel 1941, l'esercito cominciò a formare battaglioni anticarro indipendenti, assegnati a livello di corpo d'armata o di divisione. Tra il 1941 e il 1942, i battaglioni di fanteria e di Bersaglieri delle divisioni motorizzate e corazzate e di alcune divisioni di fanteria furono rafforzati con uno, due o tre plotoni su 4 cannoni da 47/32. Il cannone da 47/32 era inoltre l'arma di calibro maggiore assegnata alle divisioni paracadutisti: ciascuno dei tre reggimenti paracadutisti della 184ª Divisione paracadutisti "Nembo" e della 185ª Divisione paracadutisti "Folgore" aveva in organico un plotone d'accompagnamento su 6 pezzi, mentre ognuno dei due reggimenti di artiglieria divisionali era basato su 3 gruppi di 2 batterie ciascuno tutti armati con il 47/32. Similmente, la 80ª divisione aviotrasportabile "La Spezia", a causa del particolare mezzo di trasporto, per la componente di artiglieria era dotata unicamente dei 47/32, distribuiti tra il battaglione anticarro divisionale ed i plotoni di accompagnamento.

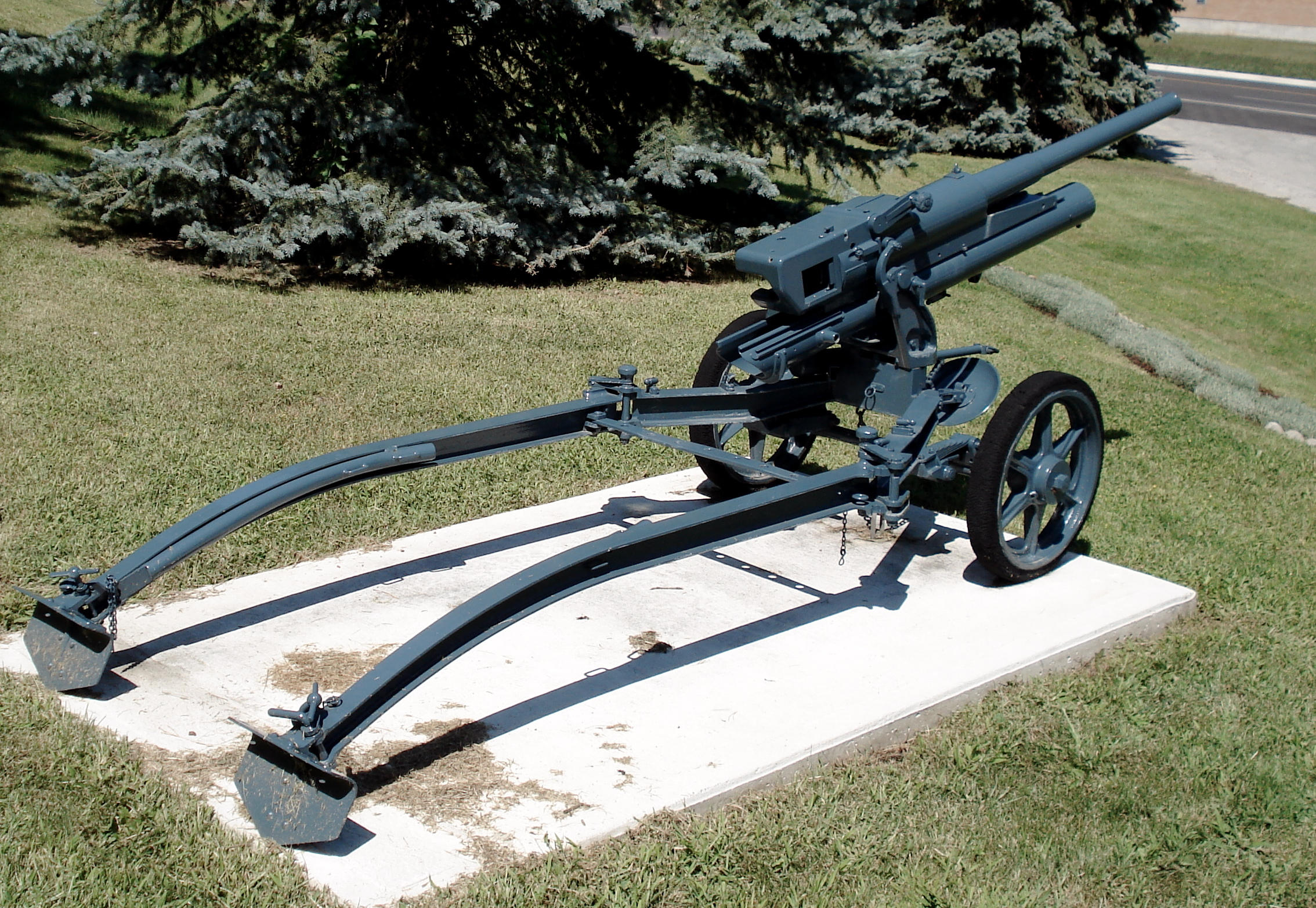
Vista del cannone

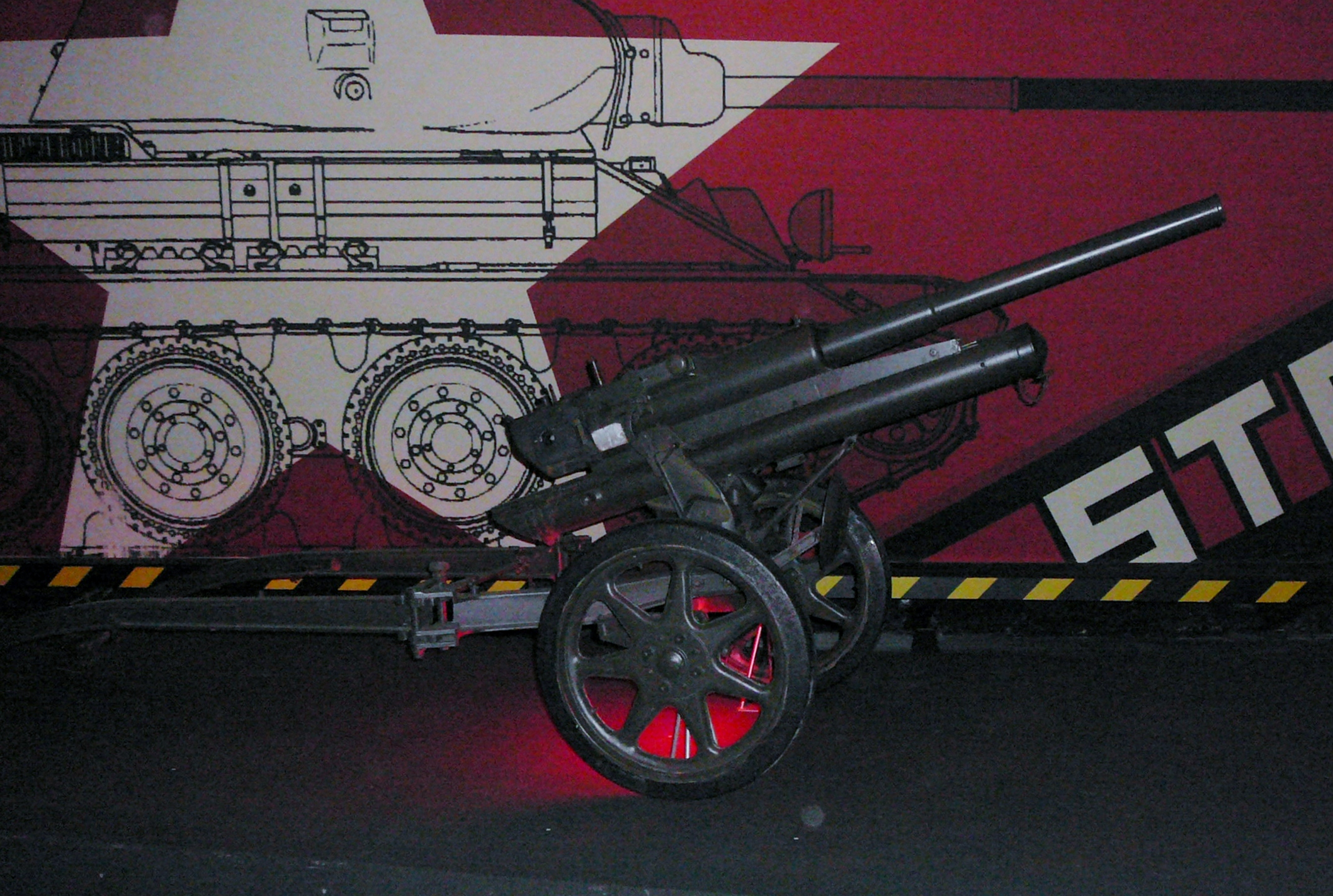
Il cannone esposto presso le "Gallerie di Trento"

Utilizzato su tutti i fronti, era in assoluto il pezzo di artiglieria più diffuso tra i reparti del Regio Esercito. Oltre al pezzo campale, la bocca da fuoco costituiva l'armamento principale dei carri armati M13/40 e M14/41, del semovente d'artiglieria L40. In Africa settentrionale fu installato sulle camionette desertiche Fiat-SPA AS42 "Sahariana", AS37 e AS43, oltre ad essere sperimentato sull'autoblindo AB41; in questa configurazione di autocannone risultò particolarmente efficace negli immensi spazi della Libia e dell'Egitto. Il cannone armava anche i reparti della MVSN, il 1º Reggimento "San Marco" della Regia Marina, il Regi corpi truppe coloniali e la 1ª Divisione croata. Pezzi catturati durante la campagna del Nordafrica furono impiegati dalle truppe del Commonwealth, come ad esempio sull'autoblindo Marmon-Herrington Armoured Car.
Tuttavia, il rapido ispessimento delle corazze dei corazzati e l'entrata in scena di carri di produzione americana, quali Sherman e M3 Lee/Grant, lo resero inefficace, nonostante le munizioni EP mantenessero ancora una certa efficacia. Però ne vennero distribuite un numero molto basso, costringendo i serventi a utilizzare normali munizioni HE. Difatti, il pezzo era stato pensato principalmente come accompagnamento e non come anticarro; di conseguenza, erano state prodotte, soprattutto a inizio conflitto, pochissime munizioni perforanti. Con l'Armistizio di Cassibile e lo sbandamento delle forze armate, i 47/32 andarono ad armare sia le truppe del Regno del Sud sia le divisioni "Italia", "Littorio", "San Marco", "Monterosa", "Nembo" e i reggimenti alpini "Tagliamento" e "Montenero" dell'Esercito Nazionale Repubblicano. Anche la Wehrmacht impiegò il pezzo, ridenominandolo "4,7 cm PaK-177 (i)". Dopo la guerra, il 47/32 servì per alcuni anni nel neonato Esercito Italiano, mentre all'estero trovò ancora impiego nella guerra arabo-israeliana del 1948. Questo cannone è stato anche utilizzato all'interno delle camere di combattimento di molti bunker del Vallo Alpino del Littorio come arma controcarro in sostituzione del cannone 57/43 Mod. 1887.
Era in progetto, ma non vide mai luce, di sostituire il 47/32 con un pezzo d'accompagnamento a corto raggio di calibro 75/22, che riutilizzava lo stesso affusto ma aveva il vantaggio di usare le munizioni da 75 mm esistenti all'epoca.

## Tecnica
La canna in acciaio è unita alla slitta da un chiavistello e con l'otturatore a cuneo trasversale pesa 78 kg. Il congegno di sparo si riarmava aprendo l'otturatore, oppure a mano per mezzo di apposita leva. Disponeva di un freno di sparo idraulico e di un recuperatore a molla. L'affusto del tipo a deformazione, era montato su due ruote gommate. Posteriormente, erano presenti due gambe di trasporto divaricabili e smontabili per il someggio, provviste di vomeri. L'alzo era a cannocchiale panoramico a doppia graduazione ed era applicato all'orecchione sinistro. Le ruote, a disco in acciaio, montano semipneumatici ed hanno una carreggiata di 1,02 m. La messa in batteria prevedeva la rimozione delle ruote e l'abbassamento di una piastra fissata sotto all'affusto, in modo che l'arma fosse stabilizzata su tre punti, ovvero la piastra anteriore e i vomeri posti alle estremità delle gambe. Il pezzo inoltre era scomponibile in 4 elementi (bocca da fuoco, code e ruote, affusto, slitta e culla) e someggiabile. Poteva essere trainato con un solo animale, con un trattore cingolato oppure, in caso di necessità, spostato per brevi tratti dagli stessi serventi. Dopo una sperimentazione con il trattore d'artiglieria Fiat-OCI 708 CM, una specifica circolare del 1942 vietava il traino meccanico, a causa delle debolezze dell'affusto emerse durante le operazioni belliche. Il pezzo quindi poteva essere autoportato sul pianale di autocarri, oppure trainato da un mulo o (per brevi tratti) a braccia, oppure someggiato. In quest'ultimo caso veniva scomposto in 8 carichi:
- bocca da fuoco e stanga da batteria: kg 78;
- culla e slitta: kg 77;
- testata d'affusto con affustino a forcella: kg 39 + kg 29;
- gambe mobili, ruote, stanghe, sedile, bilancino: kg 25;
- scudi: kg 27 (mai montati nel servizio italiano).

Si noti che il 47/32 italiano era balisticamente virtualmente identico al Böhler originario austriaco e al pezzo prodotto inizialmente, su licenza, anche in Olanda (come 47mm AT), ma molto differente da questo per molti particolari. Un confronto comparativo permette anche di chiarire le linee evolutive date al pezzo dai comandi italiani rispetto ad altre alternative. Per esempio, il 47/32 italiano, mancava della scudatura (che risultava estremamente inclinata e bassa, ma anche scomoda per i serventi, e fu per questo eliminata progressivamente nell'esercito olandese in tempo di pace), e non era predisposto già in origine (come invece i pezzi olandesi) per il traino meccanico. La mancanza di scudatura, sia nel servizio italiano (come evidenziato già dalla distruzione del raggruppamento Maletti), sia in quello olandese si rivelò un errore, poiché permetteva all'attaccante di neutralizzare le armi controcarro senza dover usare artiglieria, mortai o fumogeni, ma solo mitragliatrici, fanteria ed eventualmente cecchini. Non si riuscì, nel corso del conflitto, a eliminare né il difetto della mancata meccanizzazione, né quello della mancanza di scudi a protezione dei serventi, almeno in Italia. Gli olandesi riapplicarono a molti pezzi la scudatura (che comunque, anche se non utilizzata in tempo di pace, era stata prodotta), ma il conflitto durò troppo poco perché la pratica diventasse generalizzata. Il pezzo olandese, poco dopo l'inizio della produzione fu modificato allungando a 39 i calibri (con un aumento però modesto delle prestazioni controcarro, ed una velocità alla volata di 660 m/s), e irrobustirono ulteriormente il pezzo per il trasporto meccanico, aumentando decisamente il peso del pezzo: 310 kg in batteria senza ruote (contro i 277 kg di quelli italiano), 345 kg con il carello e ruote e 395 kg con lo scudo. La dotazione normale olandese prevedeva 80 colpi anticarro ogni 20 colpi esplosivi, grossomodo il contrario di quella italiana, proprio perché l'Olanda intendeva fare del cannone Böhler un pezzo anticarro, mentre l'Italia una sorta di cannone da trincea rivisitato. Tra l'altro il pezzo italiano era capace di un tiro in elevazione leggermente superiore a quello Olandese (58° contro 52°), forse per renderlo più performamante sul terreno montuoso.

### Il 47/32 Mod. 35
Primo modello, basato sul progetto originale. Era equipaggiato con pneumatici rigidi e sprovvisto di sospensioni.

### Il 47/32 Mod. 39
Nel 1939 vennero introdotte una serie di migliorie. Le modifiche riguardarono sia la bocca da fuoco, con l'introduzione di un sistema di smontaggio semplificato per consentire la sostituzione delle canne più usurate, sia l'affusto; per quanto riguarda quest'ultimo, fu provvisto di sospensioni, per consentire il traino meccanico del pezzo, e le ruote in acciaio vennero sostituite con quelle in elektron (lega di magnesio, alluminio e zinco) con pneumatici pieni Celeflex.

### Il 47/40 Mod. 38
Nel 1942, per dotare la torretta del nuovo carro armato medio M15/42 di una più efficace arma controcarro, il 47/32 Mod. 1935 fu allungato di 8 calibri e venne camerato per un cartoccio-proietto leggermente più lungo (con bossolo portato da 195/227 mm a 328 mm), ottenendo il 47/40 Mod. 38 che aveva una velocità alla volata superiore del 30% rispetto al predecessore (900 contro 630 m/s); ciò comportò un aumento del potere perforante; in particolare, con le granate E.P.S., cioè effetto pronto speciale (il termine italiano per descrivere le granate anticarro ad alto esplosivo HEAT) poteva perforare fino a 112 mm a 100 metri, riducendosi gradualmente a 80 mm a 500 metri, 43 mm a 1000 metri e 24 mm a 2000 metri.

### Il 47/48 Mod. 41
Nel 1941 si decise di allungare ancora la canna del cannone portandola a 48 calibri per aumentarne la penetrazione e migliorarne la balistica. Il cannone (scudato) pesava 740 kg in batteria e purtroppo la perforazione, nonostante fosse migliore dei cannoni precedenti, non soddisfece abbastanza l'Alto Comando.

## Munizionamento
- granata da fanteria ad alto esplosivo (HE);
- granata perforante Mod. 35;
- granata anticarro Effetto Pronto (EP) (High Explosive Squash Head);
- granata anticarro Effetto Pronto Speciale (EPS) (carica cava).

Il cannone disponeva di granate ad alto esplosivo (HE), perforanti ordinarie Modello 35 (AP) e perforanti a nocciolo indurito Modello 39 (APHC), oltre alle efficaci granate anticarro EP (effetto pronto) ed EPS (effetto pronto speciale, a carica cava): queste ultime due erano rarissime e, anche quando erano a disposizione, non venivano usate, perché avevano quasi la stessa potenza delle granate perforanti standard ad energia cinetica.
Le granate standard ad alto esplosivo avevano una velocità iniziale di 250 metri al secondo, mentre quelle perforanti di soli  635 metri al secondo ( il 2 libbre inglese aveva una velocità' iniziale di 792 m/s ) Con munizionamento perforante ordinario era in grado di penetrare la corazza frontale dei carri modello Cruiser inglesi delle prime serie (A9/10/13) a distanze variabili tra i 900 ed i 1200 metri. Essendo considerato dagli alti comandi "pezzo di accompagnamento", le munizioni perforanti formavano una minima parte del munizionamento ordinario e questo ha fatto nascere la leggenda dell'incapacità di tale pezzi di perforare alcunché.